# Гарфорд-Путілов
«Гарфорд-Путілов» (також «Гарфорд-Путіловец», «Путілов-Гарфорд» або просто «Гарфорд») — важкий гарматно-кулеметний панцирник Збройних сил Російської імперії. Розроблений на початку Першої світової війни з використанням шасі американського вантажівки фірми «Garford Motor Truck Co» Всього за період виробництва (1915—1916) Путіловським заводом було виготовлено 48 пацирників, які активно застосовувалися в ході Першої світової і Громадянської воєн
«Гарфорди» володіли потужним для свого класу і часу озброєнням і прийнятним бронюванням. Незважаючи на досить посередні динамічні характеристики, «Гарфорди» були вельми ефективні в бою, відрізнялися надійністю і добротністю виготовлення, що зумовило порівняно довгий термін їх служби

## Історія створення
З початком Першої світової війни уповільнені роботи по створенню російських панцирників різко активізувалися. У результаті вже 19 вересня 1914 року на фронт вирушив перший підрозділ панцирників Російської Імператорської армії — 1-а автомобільна кулеметна рота, укомплектована повністю російськими кулеметними бронеавтомобілями «Русо-Балт тип З». Для вогневої підтримки кулеметних панцирників в першому складі роти було три іноземних вантажівки з встановленими в кузові гарматами, з них один — «Маннесман-Мулаг» — був броньований. Бойові дії швидко продемонстрували високу потребу і ефективність гарматних панцирників у бою, проте настільки ж очевидним була технічна недосконалість «Маннесманна» — по суті, вантажівки з обшитим бронею кузовом і гарматою за щитом. У підсумку ГВТУ ухвалило рішення при формуванні нових автокулеметних взводів обов'язково включати до їх складу на додаток до двох кулеметним, ще й гарматний панцирник, технічно досконаліший, ніж «Маннесманн-Мулаг».
Незабаром, восени 1914 року, на Путіловському заводі почалося проектування важкого гарматно-кулеметної панцирника з повноцінним бронювання. Ініціатором та ідейним натхненником усього процесу створення панцирників, озброєних гарматами, був генерал-майор Н. М. Філатов, в ті роки обіймав посаду начальника Офіцерської стрілецької школи. На його переконання, така машина повинна була якісно посилити підрозділи кулеметних панцирників на полі бою. Філатов особисто розробляв проекти майбутніх панцирників.

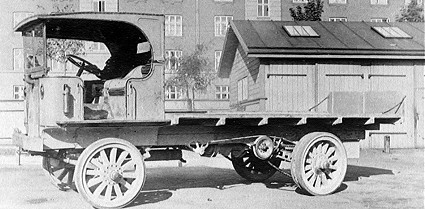
5-тонна вантажівка Garford 4×2, що послужила базою для панцирника «Гарфорд-Путілов»

Один із його перших проектів виявився найбільш вдалим. Як база для панцирника була обрана двовісна задньопривідна (4×2) 5-тонна вантажівка американської фірми Garford Motor Truck Co., що спеціалізувалася на будівництві машин такого класу. Згадки про використання вантажівки вантажопідйомністю 4 тонни, які зустрічаються в літературі, не відповідають дійсності, адже фірма Garford випускала лише 5-ти, 3-ти і 2-о тонні вантажівки, причому з них тільки 5-тонна мала ланцюгову передачу. Вантажівка розвивала максимальну швидкість до 35 км/год, власна маса шасі (без кабіни і вантажної платформи) становила 3931 кг. «Гарфорд» привернув увагу Філатова та інших військових своєю високою вантажопідйомністю, що дозволяло використовувати більш товсту броню і більш важке озброєння, в тому числі артилерійське, а також наявністю цих вантажівок «на руках» — до середини грудня 33 «Гарфорда», закуплені комісією генерала Секретева, вже прибули до Петрограду і «чекали своєї години» в гаражі Військової автомобільної школи. Правда, обрана Філатовим досить потужна артсистема — 76-мм протиштурмова гармата зразка 1910 року — передбачала значну модифікацію шасі вантажівки і вирішення цілої низки інших технічних проблем.
Вибір саме цієї гармати був зроблений за результатами порівняльних випробувань, проведених на полігоні Офіцерської стрілецької школи 8 листопада 1914 року. Паралельно зі згаданою «тридюймовкою» випробовувалися також 37-мм автоматична гармата Максима, 47-мм скорострільна гармата Гочкіса і 57-мм гармата Норденфельда. Гармата Максима, по суті, являла собою сильно збільшений кулемет Максима, не мала фугасного снаряда і передбачала велику витрату боєприпасів, розривний снаряд 47-мм гармати при гарній бронепробиваємості в фугасному відношенні був малоефективний, а 57-мм гармата, не набагато сильніша, ніж 47-мм, мала віддачу, що мала руйнівну силу для автомобільного шасі. Щодо 76-мм протиштурмової гармати, то її потужна тротилова граната, аналогічна снаряду польової 3-дм гармати, на додачу ще й «розколювала» будь-яку броню, «уживану на Театрі Воєнних Дій», а малий відкат і компактні розміри полегшували її установку на панцирник. Нарешті, живлення гарамати здійснювалося звичайними снарядами від польових 3-дм гармат, що полегшувало постачання.
Проектні роботи тривали до кінця 1914 року, а на початку січня 1915 року Путіловський завод отримав замовлення на будівництво 30 панцирників. У березні почалася збірка бойових машин, і 16 квітня перший панцирник, що отримав назву «Гарфорд-Путілов», був зданий в розпорядження Запасної бронероти. Через два з половиною тижні, 3 травня 1915 року, після формування екіпажу, панцирник був відправлений на Східний фронт, у розпорядження 5-го автокулеметного взводу.

## Серійне виробництво
Серійне виробництво «Гарфордів» розпочалося на Путіловському заводі в кінці березня 1915 року. За замовленням ГВТУ передбачалося виготовити 30 панцирників. Станом на 20 серпня 1915 року 19 панцирників вже були здані замовнику і ще 11 перебували в різній стадії готовності. Остання машина була здана 28 вересня.
Крім того, 2 вересня 1915 року Путіловський завод отримав замовлення на виготовлення ще 18 панцирників, призначених для Морського відомства. Їх планувалося використовувати для охорони морської фортеці Петра Великого (р. Ревель, пізніше — Таллінн). При цьому так звані «морські» «Гарфорди» мали ряд істотних відмінностей від «армійських» (див. нижче). Проте, закуплені у США додаткові шасі дісталися до Петрограда тільки 13 лютого 1916 року, що відчутно затягнуло терміни виготовлення панцирників. В результаті виконання замовлення було розпочато тільки в березні, а останній панцирник був зданий замовнику в перших числах грудня 1916 року.

## Опис конструкції

### Корпус и башта
Корпус панцирника був розроблений Н. М. Філатовим і мав досить оригінальну конструкцію. При його виготовленні використовувалися листи броньованої сталі виробництва Іжорського заводу товщиною 6,5 мм (чверть дюйма). Всі бронелисти піддавалися попередньою обстрілу з 7,62-мм російської гвинтівки Мосіна зразка 1891 року і 7,92-мм німецької гвинтівки Маузера зразка 1898 року. Завод гарантував захист від гостроконечних бронебійних куль гвинтівок вже з 150 кроків і від звичайних — з 75 кроків (наступні бої показали, що броня витримує обстріл і на менших дистанціях). Бронелисти кріпилися заклепками до металевого каркаса, що кріпився до рами шасі. Переважало вертикальне розташування бронелистів, хоча кілька елементів корпусу мали невеликий нахил.
Функціонально і технологічно корпус панцирника розподілявся на три секції. У передній частині було розміщено відділення управління. Двигун прикривався бронекапотом, в носовій частині якої були розпашні бронедверці для доступу до радіатора. Місця водія і командира машини знаходилася над двигуном і бензобаками ліворуч і праворуч відповідно. Подібне розташування ключових членів екіпажу було дуже небезпечне, проте дозволяло скоротити загальну довжину машини. Для спостереження за полем бою водій і командир мали в своєму розпорядженні прямокутні оглядові люки в передньому бронелисті, що прикривалися відкидними броньованими заслінками з регулюванням щілини. Крім того, круглі оглядові люки були в бронедверях, розташованих в корпусі зліва і справа. Нарешті, ще один люк був у даху відділення управління — він використовувався для спостереження за дорогою і місцевістю за межами бою.
У середній частині корпусу перебувало кулеметне бойове відділення. Ліворуч і праворуч розміщувалися невеликі бортові спонсони, в яких встановлювалося по одному кулемету. Розташування спонсона забезпечувало встановленому в ньому кулемету кут обстрілу в межах 110°. Вільний простір між ними займав ящик для 32 гарматних снарядів та необхідних інструментів.
У задній частині корпусу була встановлена гарматна башта циліндричної форми з великим скошеним лобовим листом, де була розміщена 76-мм гармата. Кут обстрілу становив 260°. Башта кріпилася до передньої стінки головної частини нижнього станка гармати і переміщалася по погона за допомогою трьох роликів. У похідному положенні вежа фіксувалася по осі машини за допомогою двох штирів, розташованих біля задніх коліс. Доступ в башту здійснювався через двостулковий люк в її даху. Крім того, внизу своєї кормової частини башта з'єднувалася з кулеметним відділенням, звідки в бойовій обстановці подавалися снаряди і патрони до кулемету. Крім гармати в лобовому листі башти встановлювався третій кулемет.
У стінках корпусу були невеликі амбразури для спостереження і стрільби з особистої зброї, що прикривалися бронезаслінками. Кулеметні амбразури і віконце гарматного прицілу також могли прикриватися бронезаслінками. Зсередини бойове відділення, задля уникнення ураження екіпажу вторинними осколками, обшивалось повстю і полотном. Кулеметне відділення могло відгороджуватися від шоферського шторою з парусини, а в разі необхідності — також підвісними бронещитами.

### Озброєння
Основним озброєнням панцирника «Гарфорд» була 76-мм протиштурмова гармата зразка 1910 року. Дана гармата являла собою перероблений варіант 3-дюймової гірської гармати зразка 1909 року, від якої нова гармата успадкувала ствол і казенну частину. Вона була встановлена на новий лафет, більш легкий, ніж у попередниці, але, на відміну від неї, нерозбірний.
Серійне виробництво цієї гармати почалося на Путіловському заводі ще у 1911 році і тривало до середини 1915 року. Всього за цей період було випущено 407 гармат (у рамках двох партій). Спочатку гармати подібного типу використовувалися в різних фортифікаційних спорудах і призначались як для оборони, так і для вогневої підтримки «своїх» військ під час вилазок. Для установки на «Гарфорд» вона підходило у першу чергу тому, що, володіючи хорошими на той час балістичними характеристиками, мала невелику віддачу і відкат ствола. Зазвичай в боєкомплекті використовувалися снаряди від гірської гармати зразка 1909 року, але зі зменшеним зарядом. Максимальна початкова швидкість осколочно-фугасного снаряда масою 6,5 кг становила близько 381 м/с, чого було цілком достатньо для ведення ефективного вогню. У боєкомплект також входила картеч з початковою швидкістю близько 274 м/с.
Гармата встановлювалася в кормовій частині корпусу, на тумбі, виготовленій із залізного листа зі зварним стиком. У верхню частину тумби вклепувалась мідна головка, що слугувала підшипником для штиря, що проходить крізь тумбу, і одночасно — опорою для нижнього станка. Штир служив віссю обертання нижнього станка, з яким він був нерухомо пов'язаний заклепками. Нижньою опорою штиря служив бронзовий підшипник, приклепаний до круглого місця, що було опорою тумби. Тумба кріпилася до платформи панцирника 12 болтами. Нижній станок відлитий з бронзи з подовженою хоботоподібною частиною коробчатого перетину, на якій встановлена бронзова дугова направляюча верхнього станка з поворотним механізмом. На верхній стінці станка, трохи вище дугової направляючої, знаходилося віконце для проходу гвинта підйомного механізму. Передня стінка головної частини нижнього станка мала плоский прямокутний фланець, до якого кріпилася броньова баштаv.
Вогонь з гармати вівся прямою наводкою з коротких зупинок за допомогою простого оптичного прицілу (ніяких пристосувань для стрільби з закритих позицій гармата не мала). Дальність ефективної стрільби становила близько 3000 м. Боєкомплект гармати становив 44 постріли, з них 12 розміщувалося в гарматній башті, а 32 — в снарядному ящику в кулеметному відділенні.
Допоміжним озброєнням служили три 7,62-мм кулемети «Максим» зразка 1910 року з водяним охолодженням ствола. Два кулемети розміщувалися в бортових спонсонах, третій — в лобовому листі гарматної башти. Живлення кулеметів забезпечувалося за допомогою патронних стрічок по 250 патронів у кожній. Боєкомплект становив 20 стрічок, що відповідає 5000 патронів.

### Двигун і трансмісія
Силовою установкою панцирника служив бензиновий карбюраторний 4-циліндровий двигун повітряного охолодження потужністю 30 л. с. (за іншими даними — 35 к. с.). Коробка передач п'ятишвидкісна, чотири передачі вперед і одна — назад. При русі вперед панцирник був здатний розвинути максимальну швидкість 18 км/год, однак при русі заднім ходом максимальна швидкість становила лише 3 км/год.
Останнє було визнано серйозною проблемою, так як тактика використання панцирників того часу передбачала висунення заднім ходом до переднього краю позицій противника, його обстріл і подальший відхід назад, на вихідні позиції (з цієї ж причини розміщення гармати в кормовій частині машини вважалося кращим). Отже, необхідно було забезпечити машині достатню швидкість переміщення в обох напрямках. У цих цілях в трансмісії встановлювалася спеціальна реверсивна муфта, керована важелем з місця водія. За допомогою цієї муфти при необхідності здійснювалося повне реверсування КПП — всі чотири передні передачі ставали задніми, а задня передача — передньою. Для руху заднім ходом водій панцирника користувався «дзеркальним оглядовим приладом», розташованим в правій частині кабіни, вони діяли за принципом перископа (в реальній бойовій обстановці виявився неефективний).
Пуск двигуна можна було проводити як ззовні за допомогою рукоятки, так і зсередини з допомогою електростартеру.
Запас бензину — 6 пудів (≈ 98 кг ≈ 132,4 л). 
Був також бак для води, який іноді використовувався як додатковий резервуар для палива.

### Ходова частина
Ходова частина панцирника - двовісна, з залежною підвіскою на листових ресорах. Вузол кріплення задньої ресори мав додаткову броньовий захист. Колісна формула - 4 × 2, з приводом на задню вісь. Привід - за допомогою ланцюгів Галя, захищених броньовими кожухами. Колеса артилерійського типу, з дерев'яними спицями та литими шинами-бандажами, односкатні на передній осі і двоскатні - на задній. Для підвищення прохідності на колеса могли вдягатися ланцюга (див. фото вище по тексту).

### Додаткове обладнання
Внутрішнє освітлення панцирника забезпечувалося електричними лампами, які працювали від акумулятора. Напруга бортової електромережі — 12 В. У разі виходу електросистеми з ладу для освітлення використовувалися звичайні гасові лампи. Зовнішнє освітлення забезпечувалося парою фар, встановлених в носі корпусу, що прикривалися у разі потреби бронековпаками. Деякі машини комплектувалися додатковою парою фар, а також фарою-прожектором на стійці перед гарматної вежею. Для подачі звукових сигналів служив гудок.

### Екіпаж
Екіпаж панцирника «Гарфорд-Путілов» становив 8-9 чоловік, при цьому функції членів екіпажу могли змінюватись. Тільки у командира машини і водія обов'язки були чітво визначені. Бортові кулемети обслуговувало по дві людини (стрілець і його помічник), хоча в принципі обслуговувати кулемет міг і один чоловік. Обслуга гармати становила 2-3 людини (навідник, заряжаючий і, якщо наявний дев'ятий член екіпажу, підношувач боєприпасів), причому один з них у разі необхідності вів вогонь з кулемета, розміщеного в гарматній башті. Проте, в бойовій обстановці, одночасне використання обох бортових кулеметів і гармати траплялося рідко. Тому вільні помічники кулеметників переключалися на обслуговування гармати, необхідність в підношувачі боєприпасів відпадала і найчастіше екіпаж становив 8 осіб. З моменту введення кормового поста керування з'явився також штатний кормовий водій, а функції кулеметників були дещо змінені — з'явилася посада начальника кулеметного відділення, «на кулеметах» було залишено по одному стрільцю, а третій кулеметник у разі необхідності надавав допомогу стрільцям і в ході бою подавав артилерійські постріли.

## Модернізації і модифікації
Вже після перших випадків бойового застосування «Гарфордів» стало очевидно, що успішний рух заднім ходом в бойових умовах є практично неможливим. Водієві було нелегко вести таку важку і неповоротку машину, орієнтуючись тільки за допомогою бічних дзеркал, встановлених на корпусі панцирника. Логічним виходом було оснастити «Гарфорди» заднім постом управління. Вже в середині 1915 року польові ремонтні майстерні провели кілька «модернізацій», своїми силами в кустарних умовах оснастивши чотири броньовика дублюючими постами управління в кормі машини. Приблизно в це ж час на Путіловському завод надійшло розпорядження Комісії з панцирних автомобілів при ГВТУ, зобов'язує обладнати задніми постами керування всі «Гарфорди», як ті, що будуються на заводі, так і наявні в армії. Перший комплект був готовий до кінця січня 1916 року, після чого були проведені його випробування на одному з панцирника. За результатами випробувань Комісія склала наступний акт:
Задній шофер сидить біля керма боком, притискаючи очі до щілини в задній стінці броньового корпусу автомобіля, таким чином при малій щілини виходить хороший огляд місцевості. Кермо зроблений знімним, для шофера повинно бути влаштовано особливе крісло, яке поки заводом не виготовлене. Для передачі команд, зміни швидкості, дії на конус (зчеплення), гальмо і акселератор від заднього шофера до переднього є переговорна трубка з рупором. Автомобіль пройшов заднім ходом навколо палісаду Михайлівській площі ... Розглянути питання про замовлення 30 задніх рульових управлінь для всіх автомобілів наявних в Дієвій армії, незважаючи на те, що у 4-х автомобілів системи «Гарфорд» вже влаштовані задні управління своїми взводами. Задні управління після виготовленню Путіловський заводом будуть надіслані в діючу армію разом з інструкторами Запасної бронероти, які встановлять їх на місці і навчать особовий склад.
Протягом 1916 року ця робота поступово була виконана.

### «Морські» «Гарфорди»
Замовлені у вересні 1915 року Морським відомством «Гарфорди» мали ряд відмінностей від «армійської» версії. У ряді джерел вказується, що замість стандартної бази використовувалося видовжене шасі нового 5-тонної вантажівки Garford Motor Truck Co., що мала, ймовірно, більш потужний двигун (35 к. с.). Це дозволило посилити броньовий захист корпусу до 7-9 мм, а башти — до 8-13 мм, хоча конфігурація корпусу при цьому залишилася колишньою. Крім того, гарматний боєкомплект був збільшений до 60 снарядів, а кулеметний — до 36 стрічок (9000 патронів). У зв'язку з цими змінами, бойова маса броньовика зросла з 8,6 до 11 тонн. Втім, у зв'язку з використанням більш вантажопідйомного шасі збільшення маси панцирника практично не позначилося на його динамічних характеристиках.
Всі «морські» «Гарфорди» також оснащувалися кормовими постами керування.

## Оператори
- Російська імперія/Білий рух
- Російська РФСР
- УНР, Українська держава
- Німецька імперія - 5 машин
[27]
- Польща - 3 машини
[27]
- Латвія - щонайменше 1 машина
[27]
- Естонія - 1 машина
[27]
- Румунія - 1 машина
[27]

## Експлуатація та бойове застосування

### Штатно-організаційна структура
Панцирники надходили на озброєння автомобільних кулеметних взводів (АПВ) за штатом № 20. У відповідності зі штатною структурою, кожний такий підрозділ складався з двох кулеметних панцирників типу «Остін» і однієї гарматно-кулеметної машини типу «Гарфорд» (деякі взводи мали по три кулеметних панцирника), а також допоміжних технічних вантажівок, легкових автомобілів, автоцистерн, моторизованої майстерні і мотоциклів.
Всього «армійські» «Гарфорды» перебували на озброєнні тридцяти автокулеметних взводів. Практично кожному панцирнику в АПВ присвоювалося власне ім'я. Зокрема, відомі такі імена броньовиків:
5-й взвод — «Бессмертный» (либо «Бесстрашный»),
6-й взвод — «Сибиряк»,
12-й — «Святогор»,
14-й — «Добрыня»,
15-й — «Грозный»,
16-й — «Забайкалец»,
17-й — «Колыванец»,
18-й — «Рокот»,
19-й — «Пушкарь»,
20-й — «Громобой»,
21-й — «Витязь»,
22-й — «Михайловец»,
24-й — «Граф Румянцев»,
26-й — «Чудовище»,
28-й — «Решительный»,
32-й — «Забавный»,
34-й — «Дракон»,
36-й — «Баян».
Імена машин взводів 7-11, 13, 23, 25, 27, 29-31, 33 і 35-го на даний момент залишаються невідомими.
«Морські» «Гарфорди» діяли у складі Броньового артилерійського дивізіону сухопутного фронту Морської фортеці Петра Великого. Багато з них також мали власні імена.

### Перша світова війна
Починаючи з 1915 року, панцирники типу «Гарфорд-Путілов» використовувалися частинами Російської Імператорської армії практично на всіх ділянках російсько-німецького фронту Першої світової війни. Незважаючи на досить слабкі ходові характеристики, особливо поза доріг на м'яких ґрунтах, «Гарфорди» користувалися популярністю у військах, у першу чергу через потужну 76-мм протиштурмову гармату. У багатьох виданнях наводяться наступні витримки рапортів командирів АПВ, які воювали на фронті в 1915 році:
|  | В ніч з 20 на 21 жовтня ввірений мені взвод під моїм керівництвом брав участь в посиленою розвідці 408-го полку. Відповідно до вказівок командира полку гарматний автомобіль «Грозный» і кулеметний «Адский» повинні були підтримати атаку полку в момент підходу до загородження противника. Отримавши по телефону наказ висунути автомобілі, мною були дані вказівки командиру «Грозного», підпоручнику Тер-Акопову і командиру «Адского» підпоручнику Ісаєву щодо бойових дій. «Грозный» і «Адский» були висунуті одночасно. Під'їхавши до окопів противника, «Грозный» відкрив вогонь, відкрити же кулеметний вогонь не представлялося можливим через можливе ураження наших військ. Під час бою «Грозный» і «Адский» перебували під сильним артилерійським і кулеметним вогнем противника. Після закінчення рекогносцировки свої війська почали відходити за р. Путилівка, «Грозному» ж мною було наказано гарматним вогнем прикрити відхід наших військ і протидіяти переходу противника в контрнаступ. Вважаю дії чинів взводу гідними нагородження. - Гвардії капітан Платковського, командир 15-го АПВ. |

|  | «Громобою» довелося пройти близько 70 верст, причому він йшов молодцем, беручи круті підйоми жартома, наприклад у с. Підгірці. Цей підйом в два рази сильніше Пулковского. - Поручик Краснопільський, командир гарматного відділення 20-го АПВ. |

|  | Із зайняттям с. Теофіпілка прибув на західну околицю автомобіль «Пушкарь» під командою штабс-капітана Шульца і поручника Плєшкова. «Пушкарь» обстріляв наглядовий артилерійський пункт противника біля с. Вікторівка, після чого вогонь ворожої артилерії припинився. Помітивши колону кінноти з кінної батареєю, що рухається на південь, «Пушкарь» відкрив по ній вогонь, після чого колона звернула назад і на кар'єрі пішла... Наступним вогнем «Пушкаря» був розігнаний обкопуючийся противник на гребені північно-західніше від Вікторівки. - Штабс-капітан Шульц, командир 19-го АПВ. |

|  | Гармата в броньових частинах необхідна. Існуюча 3-дм гармата за своїми балістичним якостям незамінна. Незважаючи на великий тягар, який представляє «Гарфорд», завдяки його малій потужності і тихохідністі, порівняно з рештою бойової частини взводу, доводиться, віддаючи перевагу тактичній стороні питання, прийти до висновку про необхідність продовжувати видавати до взводів панцерник «Гарфорд» за неодмінної умови установки заднього рульового управління. - Капітан Цвєтковський, командир 13-го АПВ. |

«Морські» «Гарфорди» брали активну участь в боях під Ревелем (сьогоднішній Таллінн) на завершальному етапі Першої світової війни. Наприклад, придані 1-му Сибірському стрілецькому корпусу машини «морської» модифікації під іменами «Ревелец» і «Непобедимый» аж до кінця 1917 року підтримували 11-й і 77-й стрілецькі полки, що оборонялися у мисів Олай, Ролбум, Боренберг і Раденпрайс. Згодом, через розвалу армії і загальний відступ, обидва панцирника були кинуті, причому «Непобедимый» дістався німцям практично в справному стані і після невеликого ремонту був знову введений у дію. У перших числах жовтня 1917 року два «Гарфорди» морської модифікації брали участь у Моонзундском битві, в ході якого підтримували Морський «батальйон смерті» капітана 1 рангу П. Шишко, що обороняв Орісаарську дамбу. В ході відступу обидва панцирника були підірвані щоб уникнути їх захоплення противником.
Цікаво, що навіть через активне використання в боях, «Гарфорди» не несли високих втрат. У серпні 1916 року командири АПВ рапортували, що «... „Гарфорди“, що брали участь у боях, всі поранені (попадання куль, розривних куль і осколків), але пробоїн немає. Бували випадки в боях, що „Гарфорды“ під'їжджали на 200 і менше кроків...». На початок 1917 року безповоротні втрати «Гарфордів» склали лише 7 машин із 48, тобто близько 15 %.

### Громадянська війна

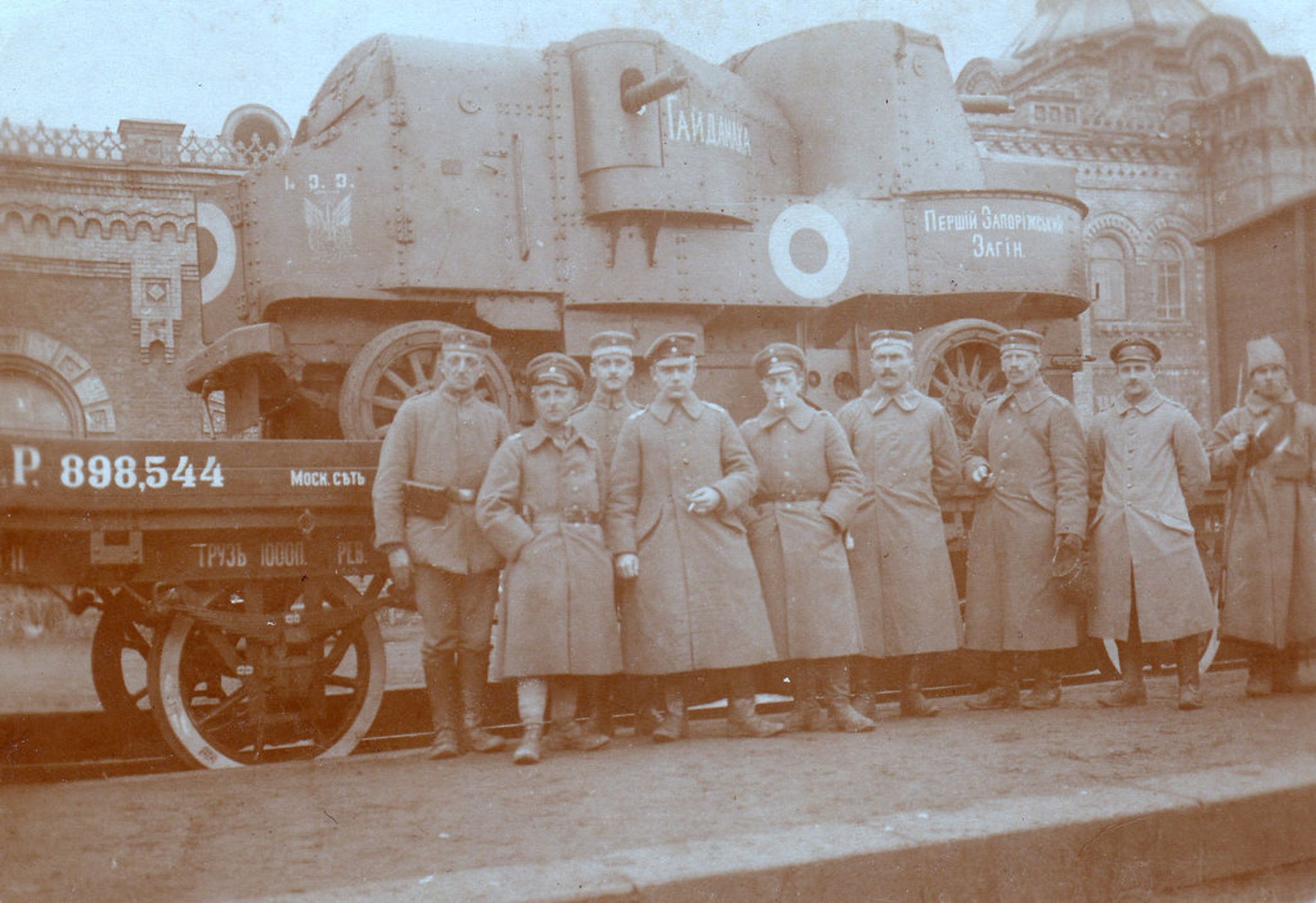
Панцирник «Гайдамака» Окремого Запорізького загону Армії УНР

Після Лютневої революції і початку деструктивних процесів в армії «Гарфорди» почали поступово відзиватись з фронтів. Пізніше, з приходом до влади більшовиків, панцирники «Гарфорд-Путілов», як і інша бронетехніка, були швидко розтягнуті протиборчими сторонами, однак більша їх частина дісталася більшовикам. Одним з перших фактів використання «Гарфордів» у Громадянській війні можна вважати Ярославське повстання, що почалося в липні 1918 року. Незважаючи на невеликі сили, повстанці в особі добровольців і загонів місцевої міліції змогли за кілька днів встановити контроль над Ярославлем, повністю очистивши його від більшовиків. 6 липня до них приєднався бронедивізіон поручика Супоніна, що включав 25 офіцерів, кілька кулеметів і два броньовики «Гарфорд-Путілов». Однак, незважаючи на початковий успіх, повстання не отримало належної підтримки частин Білої армії, що діяли в той момент в центральній частині Росії. До 12 липня «червоні» підтягнули до міста важку артилерію і бронепоїзди і почали планомірну облогу міста. Була задіяна навіть авіація. «Гарфорди» повстанців використовувалися при обороні міста як рухомі вогневі точки, проте нестача боєприпасів не дозволила їм діяти ефективно. Ярославль упав 21 липня. Повстанські «Гарфорди», швидше за все, були захоплені частинами РСЧА.
Згодом «Гарфорди» брали участь практично у всіх великих операціях Громадянської війни з обох сторін. Багато машин були перейменовані відповідно до уподобань їхніх власників — проти броньовиків з іменами «Карл Маркс» і «Троцкий» цілком могли воювати «Корниловец» і «Дроздовец».
У 1920 році у складі 42-го зведено-важкого автоброневого пластунського загону РСЧА, який діяв на Каховському плацдармі, знаходилося відразу шість «Гарфордів» («Антихрист», «Мощный», «Красный богатырь», «Пугачев» і дві машини з невідомими назвами). В умовах щільної оборони, взагалі нехарактерної для Громадянської війни, «Гарфорди» 42-го АБО використовувалися «червоними» як мобільний протитанковий резерв — у розпорядженні «білих» були британські танки. Панцирники РСЧА діяли досить ефективно, хоча принаймні один з шести «Гарфордов» 42-го АБО був підбитий. Крім того, відомо про перебування в складі оборонців плацдарму військ ще одного «Гарфорда» і, ймовірно, гарматного панцирника «Мгебров-Вайт».
З поразкою Білих армій все більше «Гарфордів» опинялося в руках РСЧА, і в кінцевому підсумку з 48 побудованих панцирників, в Червоній армії виявилося не менш 30, як «армійської», так і «морської» модифікацій.

### Після Громадянської війни
Якщо до кінця Громадянської війни в частинах РСЧА перебувало 30 броньовиків типу «Гарфорд-Путілов», то станом на грудень 1921 року їх число скоротилося до 26, із них 15 було на ходу і 11 — в ремонті. Майже всі панцирники були сильно зношені, в особливості — ходові частини: позначалося повна відсутність запчастин, які довелося б закуповувати за кордоном. Зважаючи на це, у 1923 році було ухвалено рішення повністю змінити ходову частину машин і поставити їх на залізничний хід, перетворивши тим самим в бронедрезины. Це завдання доручили Брянському машинобудівному заводу, куди був доставлений 21 «Гарфорд» (щоправда, невідомо, чи всі вони були переобладнані).
У 1931 році комісія АБТУ винесла постанову про разбронювання та утилізацію всіх панцирників застарілих типів. Під постанову підпадали і «Гарфорди». Проте, як це не дивно, у постанові фігурують дані про 27 панцирників типу «Гарфорд-Путілов», що погано узгоджується з даними 1921 і 1923 років (26 і 21 машина відповідно). Є підстави вважати, що число броньовиків, зазначене в 1931 році, заслуговує найбільшої довіри — можливо, в попередніх повідомленнях просто не були враховані всі «Гарфорди», що були у військах. Але так чи інакше, протягом 1930-х років всі «Гарфорди» були розібрані, придатні броня і шасі передавалися для використання в РСЧА, а непридатні прямували до Воєннофондобюро.
У ряді видань зустрічається інформація про застосування панцирників «Гарфорд-Путілов» частинами РСЧА в ході Великої Вітчизняної війни. На це побічно вказують кілька німецьких фотографій, на яких відображені трофейні «Гарфорди», причому як справні, так і підбиті. Однак, оскільки встановлення часу і місць зйомок не є можливим, є підстави припускати, що на знімках зображені «Гарфорди», захоплені німецькою армією ще в ході Першої світової війни.

### Трофейні машини
Протягом Першої світової і Громадянської воєн кілька «Гарфордів» дісталося країнам-супротивникам Росії, а також країнам, що утворилися після розвалу Російської імперії.

#### Німеччина
В ході бойових дій 1916—1918 років німецькі війська захопили щонайменше п'ять «Гарфордів». Трофейні машини були відправлені в тил для ремонту. Принаймні три «Гарфорди» були переозброєні німецькими кулеметами (ймовірно, MG-08) і включені до складу німецької танкової дивізії «Kokampf». У період революційних подій у Німеччині (1918—1921), ці «Гарфорди» використовувалися під час придушення комуністичних повстань у великих німецьких містах. Зокрема, на початку 1919 року «Гарфорди» брали участь у бойових діях в Берліні. Згодом, після прийняття на озброєння панцирників власного виробництва, «Гарфорди» німецької армії були відправлені на склади і через якийсь час утилізовані.
Трофейні «Гарфорди» зображені на ряді німецьких фотографій. Найчастіше зустрічаються фото кинутого російськими військами броньовика морської модифікації під ім'ям «Непобедимый».
|                                                           |
| Панцирник «Гарфорд-Путілов» в частинах фрайкора, 1919 рік |

#### Польща

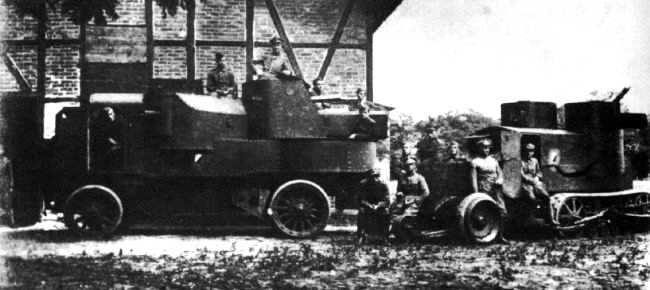
Трофейні «Гарфорд-Путілов» (ймовірно, «Dziadek») і «Остин-Кегресс» в польській армії. Осінь 1921 року.

У процесі розвалу Російської імперії і вслід за цим Радянсько-польською війною полякам дісталася значна кількість військового майна колишньої російської армії, серед якого були і три панцерника «Гарфорд-Путілов».
Перший «Гарфорд» («Баян», армійскої модифікації) був захоплений польською армією у лютому 1919 року в районі Володимир-Волинський — Ковель. В польській армії цей панцерник отримав доволі іронічне ім'я «Дід» (пол. «Dziadek»). Майже відразу на базі цього «Гарфорда» було сформовано взвод «Дід» (пол. Pluton Pancerny «Dziadek»). 21 березня 1920 року при відбитті наступу 58-ї стрілецької дивізії під Житомиром екіпажу «Діда» вдалося підбити напівгусеничний панцирник РСЧА «Остін-Кегрес», який також став польським трофеєм. Проте, вже 26 березня під Коростишевим «Дід» сам був підбитий артилерією та ненадовго вибув з ладу. Ймовірно, саме цей «Гарфорд» 26 квітня 1920 року брав участь в полюванні за «червоним» «Остіном», що увірвався до Житомира, і сам вів бій проти переважаючих сил поляків. Другий панцерник був захоплений приблизно у той же час і також увійшов до складу Броньового взводу під назвою «Zagłoba» (в честь персонажа роману «Вогнем і мечем» Г. Сінкевича). Третя машина, «Гарфорд» морскої модифікації під назвою «Уралець», дісталась полякам в бою на трасі Бобруйск — Могильов поблизу села Столопище. Причому за польськими даними під час атаки піхоти їм вдалося знищити панцерники РСЧА «Фіат» і «Ланчестер», а також пошкодити ще одну машину. «Гарфорд» був захоплений після того, як з'їхав у яр і не зміг самостійно з нього вибратися. Поляки дістали його та відбуксували в Бобруйськ, де відремонтували. Пізніше, панцирник, що отримав ім'я  «Generał Szeptycki», був включений до складу WPSP (пол. Wielkopolski pluton samochodów pancernych, Великопольський взвод панцирників). Через деякий час «Generał Szeptycki» був відправлений до Варшави, де знаходився у розпорядженні 3-го панцирного дивізіону, а в 1921 році панцирник потрапив до  Гродно. Відповідно до опису матеріальної частини, в 1925 році всі три машини були перебазовані до Кракова, де вони увійшли до складу 5-го панцирного дивізіону. Проте дл цього часу панцирники були сильно зношені, і в 1927 році «Гарфорди» були зняті з озброєння польської армії, а на початку 1930-х поступово розібрані.

#### Латвія

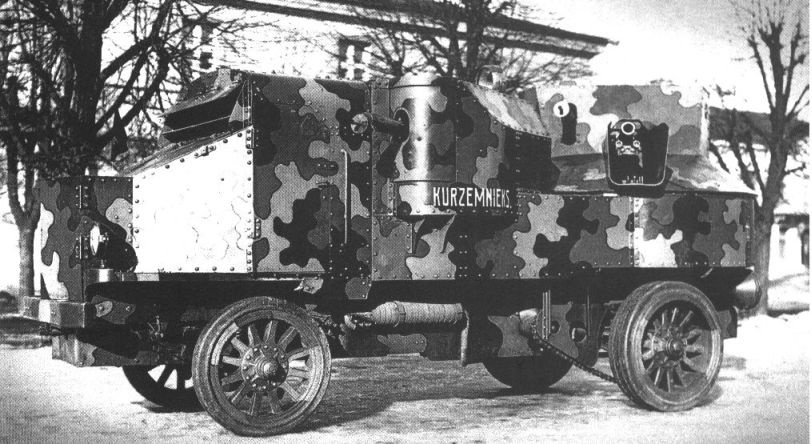
Трофейний «Гарфорд-Путілов» «Kurzemnieks» в латвійській армії. Машина в новому камуфляжному забарвленні. 1920-ті роки.

До цих пір точно не з'ясовано, яким чином «Гарфорди» потрапили в руки латишів. За найбільш достовірними відомостями принаймні один панцирник цього типу був захоплений у РСЧА під час боїв у листопаді — грудні 1918 року, в процесі спроби російських більшовиків встановити у відпавшої від РРФСР Латвії радянську владу. На початковому етапі латишам допомагали німці, і до червня 1919 року частинах ландверу і німецьким добровольцям вдалося очистити Латвію від «червоних» і вийти на територію Естонії. Проте незабаром в Латвії виник новий конфлікт, тепер уже між колишніми союзниками. Незабаром в районі міста Цесис об'єднаним латишсько-естонським військам вдалося розгромити частини ландверу під командуванням майора Флетчера.
Однак не минуло й трьох місяців, як німці знову вторглися на територію Латвії. Тепер це була Західна добровольча армія генерала Бермондта-Авалова, сформована в Німеччині з німецьких добровольців і полонених російських офіцерів. Вже 9 жовтня 1919 року німецька «Залізна дивізія» в ході успішного наступу вглиб країни вийшла на шосе Мітаві — Рига. Тут німецькі частини зіткнулися з вогнем латиського «Гарфорда» під ім'ям «Lacplesis», який прикривав відхід своєї піхоти. Скориставшись тихохідності машини, один з німецьких офіцерів-баварців застрибнув на нього і кількома пострілами з пістолета в оглядові щілини вбив водія і командира. Втративibq управління панцирник скотився в кювет, решта екіпажу здалася у полон. Трофейний «Гарфорд» був відразу ж включений до складу німецького фрайкора і використовувався в боях проти колишніх господарів на підходах до Ризі. Подальші дані розходяться. За одними відомостями, цей панцирник був відправлений до Німеччини, де використовувався проти повсталих «спартаківців» і згодом був розібраний на метал. Згідно з іншими даними (підкріпленими також фотографіями), після розгрому в листопаді 1919 року Західної добровольчої армії всі панцирники фрайкора, включаючи колишній «Lacplesis», дісталися латишам, причому «Гарфорд» деякий час продовжував носити німецькі позначення і потім був перейменований в «Kurzemnieks». Таким чином, латвійська армія весь цей час мала лише один «Гарфордом», який, щоправда, протягом 1919 року двічі змінював назви. Згодом цей панцирник активно використовувався Латвійської армією, а на початку 1930-х років у зв'язку з високим зносом був відправлений на тимчасове зберігання. Цікаво, що в 1940 році, після приєднання Латвії до СРСР, законсервований і в принципі справний «Гарфорд» був виявлений радянської військової комісією. Однак, найімовірніше, потім сильно зношений панцирник пішов на злам і, отже, не міг використовуватися у боях 1941 року.

#### Інші країни
Крім зазначених країн, у 1920-х роках по одному «Гарфорду» мали в розпорядженні Естонія та Румунія. Естонський «Гарфорд» спочатку застосовувався частинами «червоних» і був захоплений військами генерала Юденича при наступі на Петроград. Згодом, при відступі і евакуації частин Юденича, цей панцирник дістався естонській армії. Румунам же один «Гарфорд» дістався «у спадок» від 4-го бронедивізіона Російської армії, що воював в 1917 році на Румунському фронті.

## Оцінка машини
В цілому, панцирники «Гарфорд-Путілов» відповідали своєму часу і серед інших панцирників часів Першої світової війни виглядали дуже добре. Низька прохідність і тихохідність були характерні для гарматних панцирників цього періоду — броньовані та важкоозброєні вантажівки майже завжди виявлялися перевантажені, а наявність лише одного ведучого моста і литі шини на досить вузьких колесах тільки погіршували ситуацію. Однак цілком адекватне часу бронювання та, головне, потужна 76-мм протиштурмовая гармата були тими якостями «Гарфорда», за які військові прощали йому погані динамічні характеристики. Зокрема, більшість відгуків командирів АПВ в 1916 році зводилися до таких пунктів:
|  | 1. 3-дм гармата відмінна; 2. граната і шрапнель відмінні; 3. необхідно полегшити систему (до 400 пудів); 4. необхідно мати сильний мотор (понад 40 л. С.); 5. необхідно дати швидкість до 40 верств; 6. необхідно мотор зробити легко доступним для виправлення і огляду. |

Таким чином, у плані бронювання та — особливо — озброєння «Гарфорди» повністю влаштовували військових, проте проблема їх рухливості і прохідності залишалася відкритою аж до закінчення експлуатації цих панцирників. Низькі ходові якості робили практично неможливим супровід кавалерії і активне маневрування, внаслідок чого «Гарфорди» в основному використовувалися, як нерухомі вогневі точки, або, як уже згадувалося вище, висувалися до переднього краю позицій противника, обстрілювали його і відходили назад. Панцирники дійсно мали чималу на ті часи вогневої міццю і при такій тактиці застосування були досить ефективними. У рідкісних випадках панцирники супроводжували наступаючу піхоту, однак про подолання «Гарфордами» будь-яких укріплень супротивника (крім, хіба що, колючого дроту) не могло бути й мови. «Гарфорд» геть застрягав навіть у невеликому окопі і часто опинявся неспроможний піднятися по крутому схилу. Це, в свою чергу, диктувало високі вимоги до кваліфікації командира і водія, які повинні були проявляти підвищену обережність і обачність.
Важливим є також той факт, що «Гарфорди» були надійні в експлуатації і відрізнялися добротністю виготовлення. Про це говорить хоча б той факт, що в умовах війни і революції, тобто майже повної відсутності іноземних запчастин і можливості кваліфікованого ремонту, «Гарфорди» продовжували активно використовуватися і практично не несли втрат від технічних несправностей.

## Збережені екземпляри
Ні один екземпляр панцирника «Гарфорд-Путілов» до наших днів не зберігся. У музеї «Кінська сила» (Санкт-Петербург) є повнорозмірний макет-копія панцирника.
Крім того, в експозиції Військово-історичного музею артилерії, інженерних військ і військ зв'язку в Санкт-Петербурзі є 76-мм протиштурмова гармата зразка 1910 року на тумбовій установці, аналогічна тій, що використовувалася на «Гарфордах».

## Машина в масовій культурі
В індустрії комп'ютерних ігор панцирник «Гарфорд-Путілов» представлений дуже слабо, що, втім, багато в чому визначається малою кількістю ігор, присвячених Першій світовій війні. Зокрема, панцирник присутній як юніт у грі «Перша світова», військовій стратегії в реальному часі, створеній на базі відомої гри «Бліцкриг». Відображення характеристик панцирник досить далеке від реальності, однак висока вогнева міць юніта цілком виправдана. Також цей панцирник представлений в глобальній стратегії «Агресія» (можливість створювати «Гарфорд-Путілов» гравець отримує при розробці технології «Ранній танк»). Планується, що панцирник також буде представлений в присвяченому Першій світовій війні моді «першої світової війни» для комп'ютерної гри «У тилу ворога 2: Лис пустелі» у складі озброєння Російської Імператорської армії.
В індустрії стендового моделізму панцирник практично відсутній. Всі існуючі моделі-копії випускаються з епоксидної смоли відносно малими тиражами. У масштабі 1:35 модель випускається польською фірмою «Armo» (номер за каталогом Armo 35023). Якість виливків дуже високо, але моделісти висловлюють претензії до ступеня відповідності моделі оригіналу. Також випускаються моделі в масштабі 1:55 (фірма Copplestone Castings, номер за каталогом K55), 1:72 (фірма Modelkrak, номер за каталогом MKA-7201) і 1:76 (фірма Cromvell, номер за каталогом GW1).
У 1980 році в польському журналі «Mały Modelarz» № 10/1980 був випущений комплект викрійок для складання паперової моделі панцирника в невизначеному масштабі (близькому до 1:30). У вільному доступі також є паперові викрійки сайту Paperpanzer.co.uk для складання «Гарфорда» в масштабі 1:72. Також випускався досить детальний паперовий набір викрійок в масштабі 1:35 видавництвом «Барс»[джерело не вказане 3678 днів].